# ماکس کورتسوایل
ماکسیمیلیان فرانتس ویکتور زدنکو ماری کورتسوایل (به آلمانی: Maximilian Franz Viktor Zdenko Marie Kurzweil)؛ (زادهٔ ۱۲ اکتبر ۱۸۶۷ میلادی – درکذشتهٔ ۹ مهٔ ۱۹۱۶ میلادی) نقاش و چاپگر اهل اتریش بود. او در سال ۱۸۷۹ میلادی به نزدیکی وین نقل مکان کرد.
ماکسیمیلیان یا ماکس کورتسوایل در آکادمی هنرهای زیبای وین نزد کریستین گریپنکرل و لئوپولد کارل مولر تحصیل کرد و از سال ۱۸۹۲ میلادی در آکادمی ژولیان در پاریس حضور یافت و در سال ۱۸۹۴ میلادی اولین نقاشی خود را در سالن به نمایش گذاشت. او یکی از بنیان‌گذاران جدایی وین در سال ۱۸۹۷ میلادی، و سردبیر و تصویرگر مجلهٔ بانفوذ جدایی‌طلب ور ساکروم (بهار مقدس) بود. کورتسوایل همچنین استاد فراوئن‌کونست‌شوله (مدرسهٔ هنر زنان)، آکادمی برای هنرمندان زن در وین بود. در سال ۱۹۰۵ میلادی جایزهٔ ویلا رومانا به او اهداء شد. آثار بعدی او تأثیرپذیری از ادوارد مونک و فردیناند هودلر را نشان می‌دهد. او در سال ۱۹۱۶ میلادی به همراه شاگرد و معشوقش هلنه هگر، در نتیجهٔ شرایط خصوصی، که به دلیل حس مالیخولیایی ذاتی او بدتر شده بود، خودکشی کردند. کورتسوایل علیرغم فعالیت نسبتاً کوتاه خود، به مهم‌ترین نمایندگان جنبش جدایی طلب وین (به همراه گوستاو کلیمت) تعلق دارد.

## آثار

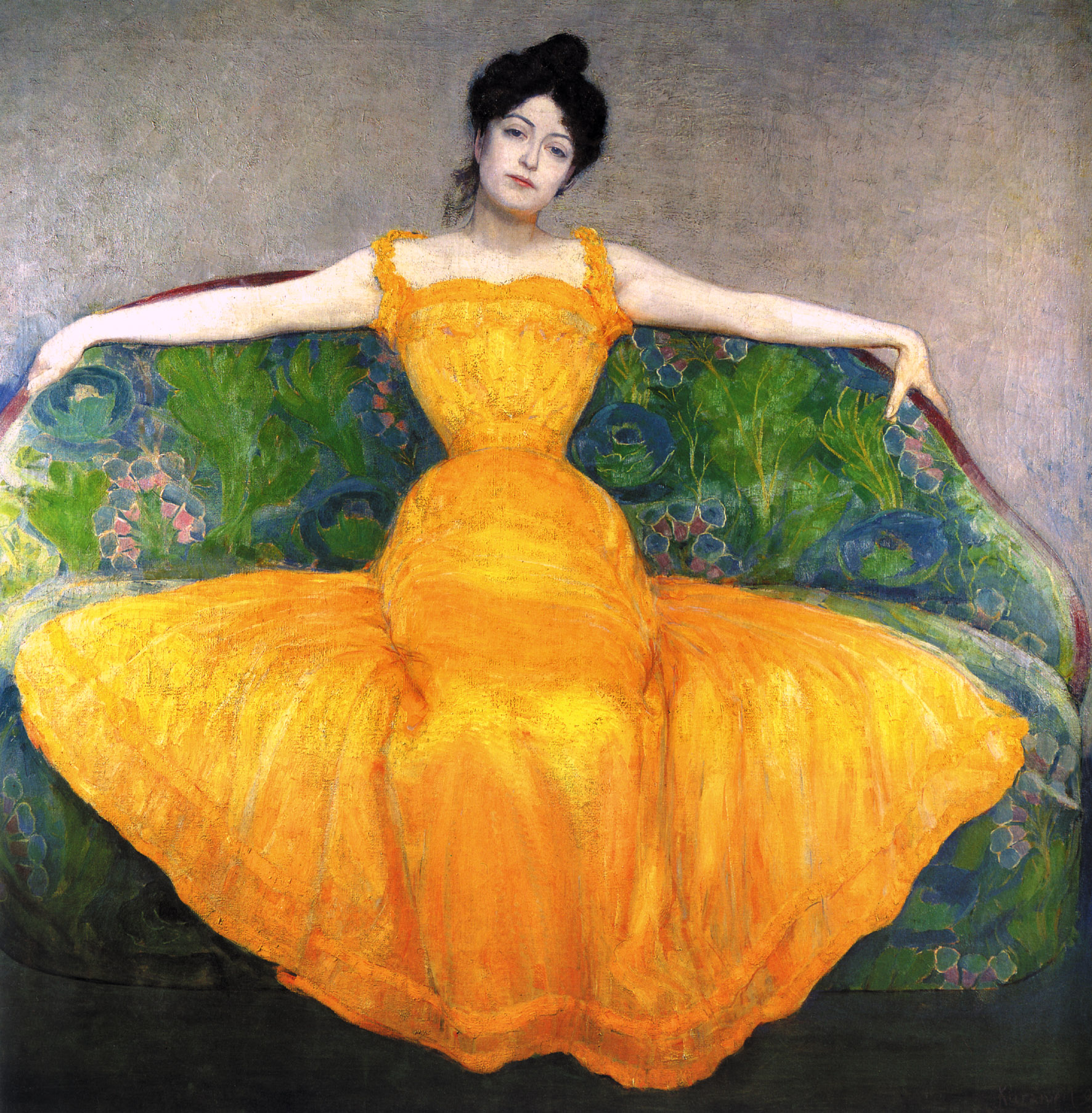
«زن در یک لباس زرد»، رنگ روغن روی بوم، ۱۸۹۹ میلادی

- «زن در یک لباس زرد»، رنگ روغن روی بوم، ۱۸۹۹ میلادی «یک بازدیدکنندهٔ عزیز» (وین، خصوصی)، ۱۸۹۴ میلادی، رنگ روغن روی مقوا، ۲۴٫۵ در ۳۰٫۵ سانتی‌متر.
- «بانوی زردپوش» (موزهٔ وین، شمارهٔ ثبت: ۳۷۶ ۱۱۷)، ۱۸۹۹ میلادی، رنگ روغن روی بوم.
- «نامهٔ دوم» (موزهٔ هنرهای زیبای سان فرانسیسکو)، ۱۹۰۰ میلادی، چاپ سنگی، ۱۹٫۵ در ۲۲ سانتی‌متر.
- «کوسن» (گالری هنری نیو ساوت ولز)، ۱۹۰۳ میلادی، چاپ چوبی رنگی، ۲۸٫۶ در ۲۶ سانتی‌متر.
- «نمایشگاه جدایی هفدهم» (پوستر)، ۱۹۰۳ میلادی، چاپ سنگی رنگی، ۱۸۹ در ۶۳٫۵ سانتی‌متر.
- «پرترهٔ یک بانو» (امیلیه فلوگه؛ لینتس، موزهٔ کسل، هدیه کاستنر) حدود ۱۹۰۵ میلادی، رنگ روغن روی بوم، ۱۰۰ در ۷۰ سانتی‌متر.
- «میرا باوئر» (وین، گالری اتریش)، ۱۹۰۸ میلادی، رنگ روغن روی بوم، ۶۶ در ۵۲٫۵ سانتی‌متر.
- «بتینا باوئر» (وین، گالری اتریش)، ۱۹۰۸ میلادی، رنگ روغن روی بوم، ۶۶ در ۵۲ سانتی‌متر.
- «منظره با سالت‌لیک» (کلرادو ایالات متحدهٔ آمریکا، خصوصی)، حدود ۱۹۱۰ میلادی، آبرنگ روی کاغذ، ۳۰ در ۴۲٫۵ سانتی‌متر.

## ادبیات
- آدولف پابورگ: (امیلیان) «کورتسوایل ماکس»، در: فرهنگ بیوگرافی اتریشی ۱۹۵۰–۱۸۱۵ میلادی (اوبی‌ال). جلد ۴، آکادمی علوم اتریش، وین ۱۹۶۹ میلادی، ص. ۳۶۹ اف. (پیوندهای مستقیم، «ص. ۳۶۹، ص. ۳۷۰»).
- «ماکس کورتسوایل ۱۸۶۷ تا ۱۹۱۶ میلادی»، کاتالوگ نمایشگاه. وین: گالری اتریش، ۱۹۶۵ میلادی.
- فریتس نووتنی / هوبرت آدولف: «ماکس کورتسوایل. نقاش جدایی وین»، وین: یوگند و فولک، ۱۹۶۹ میلادی (به آلمانی).